# Thol-lès-Millières
Thol-lès-Millières település Franciaországban, Haute-Marne megyében. Lakosainak száma 30 fő (2022. január 1.). Thol-lès-Millières Audeloncourt, Clefmont, Huilliécourt, Longchamp, Millières, Ozières és Vroncourt-la-Côte községekkel határos.

## Népesség
A település népessége az elmúlt években az alábbi módon változott:
| Lakosok száma | 60   | 47   | 42   | 39   | 36   | 36   | 34   | 35   | 35   | 30   |
|               | 1968 | 1982 | 1990 | 2006 | 2013 | 2015 | 2017 | 2019 | 2020 | 2022 |